# Басаєв Ширвані Салманович
Ширвані́ Салма́нович Баса́єв (чеч. Баси Салмани воӀ Ширвани / Basi Salmani voj Şirvani; нар. 11 червня 1968, Дишне-Ведено, ЧІАССР, СРСР) — чеченський військовий і державний діяч. Міністр палива та енергетики Чеченської Республіки Ічкерія, учасник обох чеченських воєн за незалежність від Росії. Бригадний генерал та начальник штабу Збройних сил ЧРІ. Молодший брат Шаміля Басаєва.

## Біографія
Народився 11 червня 1968 року в селі Дишне-Ведено Веденського району ЧІАССР . Батько — чеченець Салман Ісрапілович Басаєв загинув у бою з російськими військами, мати — чеченка Нура Басаєва . Вся родина Басаєвих загинула в обох чеченських війнах, за винятком самого Ширвані .
Був одним із найвідоміших командирів ЧРІ. Дослужився до звання бригадного генерала .
Позивні — Беркут, Расул, прізвисько — рудий Ширвані .
Був нагороджений вищою нагородою Ічкерії: орденом «Честь нації» .
Командував загонами чеченських бійців у Веденському, Ножай-Юртовському та Шатойському районах, робив напади на російські війська у своїй зоні, у тому числі на військову комендатуру у Ведено у 2001 році .
Разом зі своїм старшим братом Шамілем брав участь у всіх політичних і військових процесах у ЧРІ та на Кавказі, які почалися в 1990-ті роки :
— У серпні-листопаді 1991 року рудий Ширвані брав активну участь у подіях Чеченської революції;
— 5 жовтня 1991 року брав участь у захопленні будівлі КДБ Чечено-Інгушської АРСР;
— У серпні 1992 року Басаєв молодший брав участь як доброволець у грузино-абхазькому конфлікті на абхазькій стороні;
— У 1994—1996 роках Ширвані брав участь у Першій російсько-чеченській війні;
— У 1994 році — командир взводу спеціальних операцій «Абхазького батальйону» Збройних сил ЧРІ (батальйон чеченських добровольців, які брали участь у грузино-абхазькій війні 1992-1993 років);
— 1995 року комендант села Бамут;
російською мовою
— 1995 року Ширвані брав участь у переговорах під час рейду на Будьонновськ його брата Шаміля. Виступав у ролі переговорника з російськими силами ;
— У 1996 році був членом делегації Ічкерії на переговорах з федеральним центром у Назрані, Хасавюрті та в Москві;
— У 1998 році призначений міністром палива та енергетики Чеченської Республіки Ічкерія;
— у березні 1998 року президент нафтової компанії «ЮНКО»;
— З серпня 1999 року Ширвані взяв участь у вторгненні у Дагестан;
— З 1999 року Ширвані Басаєв брав участь у Другій російсько-чеченській війні на посаді начальника штабу ЗС ЧРІ.
Ширвані неодноразово був на межі смерті і отримував безліч поранень, а, за даними російських спецслужб, кілька разів повідомлялося про його загибель. У 2000 році з'явилися чутки про те, що Ширвані Басаєв убитий, проте це не було підтверджено . За деякими даними, після серйозного поранення він був терміново евакуйований до Туреччини для лікування приблизно в 2002 .
За словами «президента Чечні» Рамзана Кадирова, Ширвані проживає на території Туреччини .